# Самойленко, Станислав Иванович
Станислав Иванович Самойленко (1928, Дружковка, Украина — 1998, Кремниевая долина, Калифорния, США) — доктор технических наук, профессор, академик, специалист в области кибернетики и информатики.

## Биографические вехи
Родился в учительской семье. Во время Великой Отечественной войны находился в оккупированной Дружковке. После её освобождения советскими войсками поступил в железнодорожный техникум, по окончании которого продолжает учебу в вузе[каком?] и, проучившись два года, переводится в Московский авиационный институт, где после получения диплома обучается в аспирантуре и в кратчайшие сроки защищает кандидатскую диссертацию.
В 1960-х годах защитил докторскую диссертацию.
В 1965 году командирован (по приглашению) читать лекции в США.
С 1992 действительный член Академии информатизации Российской Федерации и Российской инженерной академии.
Последние годы жил в Америке, где и умер. По прошествии нескольких лет его прах был перевезён на родину.

### Труды
1. Сетеметрия, анализ и моделирование информационно-вычислительных сетей : Межвуз. сб. ст. / Куйбышев. гос. ун-т, АН СССР, Науч. совет по комплекс. пробл. «Кибернетика», Секция пробл. теории сетей ЭВМ ; [Редкол.: С. И. Самойленко (отв. ред.) и др.]. — Куйбышев : КГУ, 1988. — 132 с. — 500 экз.
2. Самойленко, Станислав Иванович. Сети ЭВМ / Отв. ред. В. Г. Лазарев ; АН СССР. — М.: Наука, 1986. — 158 c. — (Научно-популярная литература) (Серия «Наука и технический прогресс»). с. 157. — 29500 экз.
3. Теоретические проблемы вычислительных сетей: Межвуз. сб. / Куйбышев. гос. ун-т, АН СССР, Науч. совет по комплекс. пробл. «Кибернетика», Секция пробл. теории сетей ЭВМ ; [Редкол.: С. И. Самойленко (отв. ред.) и др.]. — Куйбышев : КГУ, 1986. — 174 с.: — 1500 экз.
4. Управление и наблюдение в сетях связи ЭВМ: Оптимизация и сетеметрия: Межвуз. сб. / Куйбышев. гос. ун-т, АН. СССР, Науч. совет по комплекс. пробл. «Кибернетика», Секция пробл. теории сетей ЭВМ; [Редкол.: С. И. Самойленко (отв. ред.) и др.]. — Куйбышев : КГУ, 1983. — 152 с. — 1500 экз.
5. Вычислительные сети : Адаптивность, помехоустойчивость, надежность / [С. И. Самойленко, А. А. Давыдов, В. В. Золотарев, Е. И. Третьякова; Отв. ред. Ю. Г. Дадаев]. — М. : Наука, 1981. — 277 с. — 3100 экз.
6. Вычислительные сети и сетевые протоколы / Д. Дэвис, Д. Барбер, У. Прайс, С. Соломонидес ; Пер. с англ. под ред. С. И. Самойленко. — М. : Мир, 1982. — 563 с. Перевод изд.: Computer networks and their protocols / D.W. Davies, D.L.A. Barber, W.L.Price, C.M. Solomonides (Chichester etc.). — 10000 экз.
7. Информационный обмен в вычислительных сетях: [Сб. статей] / АН СССР, Науч. совет по комплекс. пробл. «Кибернетика»; [Отв. ред. С. И. Самойленко]. — М. : Наука, 1980. — 269 с. — 2400 экз.

### Справочники
- Щербо, Владимир Кириллович. Стандарты по локальным вычислительным сетям: Справочник / В. К. Щербо, В. М. Киреичев, С. И. Самойленко ; Под ред. С. И. Самойленко. — М.: Радио и связь, 1990. — 303 с. Загл. корешка: Локальные вычислительные сети. — Библиогр.: — 30000 экз. — ISBN 5-256-00709-2.